# رودکنار، ماسال‌لی
رودکنار (به ترکی آذربایجانی: Rüdəkənar) یک منطقهٔ مسکونی در جمهوری آذربایجان است که در شهرستان ماساللی واقع شده‌است. رودکنار ۹۴۲ نفر جمعیت دارد.

## ریشه واژه
رودکنار در زبان تالشی به‌معنای کناره یا کرانه رود است.